# Jarrettsville
Jarrettsville is een plaats (census-designated place) in de Amerikaanse staat Maryland, en valt bestuurlijk gezien onder Harford County.

## Demografie
Bij de volkstelling in 2000 werd het aantal inwoners vastgesteld op 2756.

## Geografie
Volgens het United States Census Bureau beslaat de plaats een oppervlakte van
22,6 km², geheel bestaande uit land. Jarrettsville ligt op ongeveer 128 m boven zeeniveau.

## Plaatsen in de nabije omgeving
De onderstaande figuur toont nabijgelegen plaatsen in een straal van 16 km rond Jarrettsville.